# Avenida Los Conquistadores
La avenida Los Conquistadores es una de las principales avenidas del distrito de San Isidro, en la ciudad de Lima, capital del Perú. Es conocida como la avenida de lujo de la ciudad. En ella, se ubican las más prestigiosas boutiques de todo el Perú, además de muchos de los más prestigiosos restaurantes. Se extiende de norte a sur, a lo largo de 12 cuadras. Cuenta con un único sentido de circulación de sur a norte.

## Recorrido
Su numeración se inicia en el óvalo Paz Soldán, en el extremo norte de la avenida. Se extiende de forma paralela a la avenida Camino Real.
Concluye su recorrido a nivel del óvalo Gutiérrez, un espacio público rodeado por un área comercial y cuyo centro lleva una estatua del arcángel San Miguel hecha por Huberto Hoyos desde el 23 de marzo de 1998, habiendo reemplazado una escultura en honor a José Abelardo Quiñones de Miguel Baca Rossi que a su vez fue movida al distrito de La Molina.